# Montemuro
Montemuro este o arie protejată (sit de importanță comunitară — SCI) din Portugalia întinsă pe o suprafață de 38.788,21 ha, integral pe uscat.

## Localizare
Centrul sitului Montemuro este situat la coordonatele 40°59′14″N 7°58′04″W / 40.9872°N 7.9679°V.

## Înființare
Situl Montemuro a fost declarat sit de importanță comunitară în iunie 1997 pentru a proteja 5 specii de plante și 33 de specii de animale.

## Biodiversitate
Situată în ecoregiunea mediteraneană, aria protejată conține 15 habitate naturale: Ape oligotrofe în general din solurile nisipoase vest-mediteraneene, cu un conținut foarte redus de minerale, cu Isoetes spp., Ape stătătoare oligotrofe până la mezotrofe, cu vegetație de Littorelletea uniflorae și/sau de Isoëto-Nanojuncetea, Iazuri temporare mediteraneene, Cursuri de apă de la nivel de câmpie la nivel montan, cu vegetație Ranunculion fluitantis și Callitricho-Batrachion, Pajiști umede atlantice temperate cu Erica ciliaris și Erica tetralix, Pajiști uscate europene, Pajiști oro-iberice cu Festuca indigesta, Formațiuni ierboase bogate în specii de Nardus, dezvoltate pe substraturi silicioase în zone montane (și în zone submontane, în Europa continentală), Pajiști cu Molinia pe soluri calcaroase, turboase sau argilos-nămoloase (Molinion caeruleae), Fânețe de joasă altitudine (Alopecurus pratensis, Sanguisorba officinalis), Mlaștini turboase de tranziție și turbării mișcătoare, Pante stâncoase silicioase cu vegetație casmofită, Păduri aluvionare cu Alnus glutinosa și Fraxinus excelsior (Alno-Padion, Alnion incanae, Salicion albae), Păduri de stejar galițio-portugheze cu Quercus robur și Quercus pyrenaica, Păduri de Castanea sativa.
La baza desemnării sitului se află mai multe specii protejate:
- plante (5): Centaurea micrantha subsp. herminii, Festuca elegans, Festuca summilusitana, Narcissus asturiensis, Veronica micrantha
- păsări (12): fâsă-de-câmp (Anthus campestris), caprimulg (Caprimulgus europaeus), erete cenușiu (Circus pygargus), presură de grădină (Emberiza hortulana), ciocârlie de pădure (Lullula arborea), mierlă de piatră (Monticola saxatilis), codobatura galbenă (Motacilla flava), pietrar sur (Oenanthe oenanthe), pitulice de munte (Phylloscopus bonelli), silvie roșcată (Sylvia cantillans), silvie de câmp (Sylvia communis), silvie de tufiș (Sylvia undata)
- amfibieni (2): Chioglossa lusitanica, Discoglossus galganoi
- mamifere (10): liliac cârn (Barbastella barbastellus), lupul (Canis lupus), Galemys pyrenaicus, vidră de râu (Lutra lutra), liliac cu aripi lungi (Miniopterus schreibersii), liliac cu urechi de șoarece (Myotis blythii), liliac comun (Myotis myotis), liliacul mediteranean cu potcoavă (Rhinolophus euryale), liliacul mare cu potcoavă (Rhinolophus ferrumequinum), liliacul mic cu potcoavă (Rhinolophus hipposideros)
- nevertebrate (6): fluturele-tigru (Callimorpha quadripunctaria), fluturele auriu (Euphydryas aurinia), Gomphus graslinii, rădașcă (Lucanus cervus), Macromia splendens, Oxygastra curtisii
- pești (2): Pseudochondrostoma duriense, Rutilus alburnoides
- reptile (1): Lacerta schreiberi

Pe lângă speciile protejate, pe teritoriul sitului au mai fost identificate 34 de specii de plante, 7 specii de amfibieni, 15 specii de mamifere, 7 specii de reptile.